# Meringopus serraticaudus
Meringopus serraticaudus là một loài tò vò trong họ Ichneumonidae.